# Abbastanza
Abbastanza è un singolo del cantautore e rapper italiano Dargen D'Amico, pubblicato il 15 maggio 2020 come secondo estratto dal nono album in studio Bir Tawil distribuito dall'etichetta discografica Universal Music Italia.

## Tracce
Testi di Jacopo Matteo Luca D'Amico, musiche di Jacopo Matteo Luca D'Amico.
1. Abbastanza – 3:57